# يانغ شيوان
يانغ شيوان (بالصينية: 杨世元) (11 مارس 1994 بآنشان في الصين - ) هو لاعب كرة قدم صيني في مركز الدفاع. لعب مع نادي مجموعة شانغهاي الدولية للموانئ ونادي شانغهاي بودونغ لكرة القدم.

## روابط خارجية
- يانغ شيوان على موقع قاعدة بيانات كرة القدم.إي يو (الإنجليزية)
- يانغ شيوان على موقع Soccerway.com (الإنجليزية)